# 水着の女王
『水着の女王』（みずぎのじょおう、原題・英語: Neptune's Daughter）は、1949年に製作・公開されたアメリカ合衆国の映画である。エドワード・バゼルが監督、エスター・ウィリアムズとレッド・スケルトン、リカルド・モンタルバンらが出演した。ウィリアムズとスケルトンは『世紀の女王』（1944）以来の共演となった。

## キャスト
| 役名                 | 俳優                   | 日本語吹替                                                                             | 日本語吹替                                        |
| 役名                 | 俳優                   | 東京12ch旧版                                                                           | 東京12ch新版                                      |
| -------------------- | ---------------------- | -------------------------------------------------------------------------------------- | ------------------------------------------------- |
| イヴ・バレット       | エスター・ウィリアムズ | 山崎左度子                                                                             | 沢田敏子                                          |
| ジャック・スプラット | レッド・スケルトン     | 近石真介                                                                               |                                                   |
| ホセ・オルーク       | リカルド・モンタルバン | 山内雅人                                                                               | 山内雅人                                          |
| ベティ・バレット     | ベティ・ギャレット     | 武藤礼子                                                                               |                                                   |
| ジョー・バケット     | キーナン・ウィン       | 大木民夫                                                                               |                                                   |
| ザビア・クガート     | ザビア・クガート       | 嶋俊介                                                                                 |                                                   |
| ルーキー・ルゼット   | テッド・デ・コルシア   | 村松康雄                                                                               |                                                   |
| 不明 その他          | N/A                    | 加茂喜久 仲木隆司 木原規之 藤城裕士 中島喜美栄 塚田恵美子 若松雅子 中村美知子 河野たみ |                                                   |
| 日本語版スタッフ     |                        |                                                                                        |                                                   |
| 演出                 | 演出                   | 藤山房延                                                                               |                                                   |
| 翻訳                 | 翻訳                   | 桃井洋子                                                                               |                                                   |
| 効果                 | 効果                   | サウンド・ハーモニー                                                                   |                                                   |
| 調整                 | 調整                   | 遠矢征男                                                                               |                                                   |
| 制作                 | 制作                   | 日米通信社                                                                             |                                                   |
| 初回放送             | 初回放送               | 1972年7月8日 『ゴールデンミュージカル劇場』 23:35-25:00 正味71分42秒                   | 1977年8月5日 『想い出の名作洋画劇場』 22:00-23:50 |

## アカデミー賞受賞
- アカデミー歌曲賞：フランク・レッサー「ベイビー、イッツ・コールド・アウトサイド」